# Muerte (episodio de South Park)
«Death» es el sexto episodio de la primera temporada de la serie animada de televisión estadounidense South Park. Se emitió por primera vez en Comedy Central en los Estados Unidos el 17 de septiembre de 1997. En el episodio, el abuelo Marvin intenta convencer a Stan de que lo mate, mientras que los padres de South Park protestan por la cruda caricatura de Terrance y Phillip. La propia Muerte llega para matar a Kenny y presenta una advertencia al abuelo Marvin para que no obligue a otros a ayudarlo a suicidarse.
«Death» fue escrito por los creadores de la serie Trey Parker y Matt Stone y dirigido por Stone en su primer trabajo como director en solitario para un episodio del programa. El episodio, junto con el programa de Terrance y Phillip, se inspiraron en las primeras críticas de que South Park era poco más que chistes de flatulencias y animación primitiva. El episodio retrata a los padres tan interesados en protestar contra los programas de televisión que no prestan atención a lo que sucede en la vida de sus hijos. Quieren que la televisión sea limpia y saludable para que la industria del entretenimiento pueda criar a sus hijos, mientras que ellos mismos no tienen que dedicar el tiempo y el esfuerzo de ser padres a tiempo completo. El episodio también aboga contra la censura y aborda la moralidad y la ética de la eutanasia.
«Death» fue el último de los seis episodios originales de South Park ordenados por Comedy Central antes de que la cadena se comprometiera con una temporada completa. La trama del episodio influyó mucho en el guion de la adaptación cinematográfica de 1999 South Park: Bigger, Longer & Uncut, que también involucra a los padres de South Park protestando contra Terrance y Phillip. Además de Terrance y Phillip, el episodio presentó a los personajes recurrentes Marvin Marsh (el abuelo) y Sheila Broflovski (entonces conocida como Carol), la madre de Kyle.

## Argumento
La familia Marsh celebra el cumpleaños número 102 del abuelo Marsh, pero él está cansado de vivir e intenta suicidarse sin éxito. Intenta convencer a Stan de que lo mate, pero Stan se niega porque teme meterse en problemas. Mientras tanto, Kyle mira la caricatura Terrance y Phillip, que gira principalmente en torno a chistes de flatulencias. La madre de Kyle se indigna por el lenguaje obsceno y el humor vulgar, y se pone en contacto con otros padres de South Park para organizar un boicot en la sede de Cartoon Central en la ciudad de Nueva York. Más tarde en la escuela, Stan le pregunta al Sr. Garrison, Chef y Jesús si debería ayudar a su abuelo a suicidarse, pero evitan discutir el tema, para gran enojo de Stan.
Mientras tanto, Kenny sufre un ataque de «diarrea explosiva», que se propaga a otros en la ciudad, incluidos los adultos que protestan contra Terrance y Phillip. A pesar de oponerse al programa, los propios adultos se ríen y hacen bromas sobre su propio humor de baño de la vida real. Carol proclama que si Cartoon Central no saca el programa del aire, los manifestantes se suicidarán y comenzarán a usar una honda para volar hacia el edificio. Con los adultos fuera de la ciudad para la protesta, los niños pueden ver Terrance y Phillip en su tiempo libre. El abuelo Marvin sigue pidiéndole a Stan que lo mate, y demuestra lo terrible que es su vida encerrando a Stan en una habitación y obligándolo a escuchar una canción al estilo de «Orinoco Flow» de Enya. Ahora, convencido de que su vida es insoportable, Stan finalmente accede a matar a su abuelo e intenta hacerlo colocando una vaca en una polea y dejándola caer sobre él. Justo cuando los niños están a punto de hacerlo, llega la propia Muerte, pero comienza a perseguir a los niños en lugar del abuelo Marvin.
Mientras huye, Stan llama a su madre, que está demasiado ocupada protestando contra Terrance y Phillip para escuchar sus problemas. Más de una docena de personas se han suicidado contra el edificio de la sede. Finalmente, la cadena accede a sacar el programa del aire, no por las muertes sino por el hedor de la diarrea explosiva de los manifestantes. Mientras tanto, la Muerte sigue persiguiendo a los chicos, pero se detiene frente a un televisor en el que se exhibe Terrance y Phillip. La Muerte y los chicos comienzan a reír juntos, pero después de que se quita del aire, la Muerte toca y mata a Kenny con enojo. Enfurecido, el abuelo Marvin exige que la Muerte lo mate, pero la Muerte se niega. Luego, la Muerte trae el espíritu del tatarabuelo de Stan (el abuelo de Marvin), quien fue asesinado por Marvin cuando tenía la edad de Stan; el fantasma advierte a Marvin que debe morir por causas naturales y no poner la carga de su suicidio sobre los hombros de nadie más o pasará su eternidad después de la muerte en el limbo.
Terrence y Phillip es reemplazado por el programa de Suzanne Somers She's the Sheriff, que también contiene obscenidades. Furiosos por todo esto, los padres regresan al edificio de la red Cartoon Central para protestar nuevamente. El abuelo Marvin decide visitar África, donde los leones se comen «naturalmente» a más de 400 personas cada año. El episodio termina con los chicos riéndose y luego riéndose más fuerte cuando Kyle expulsa un gas.

## Producción

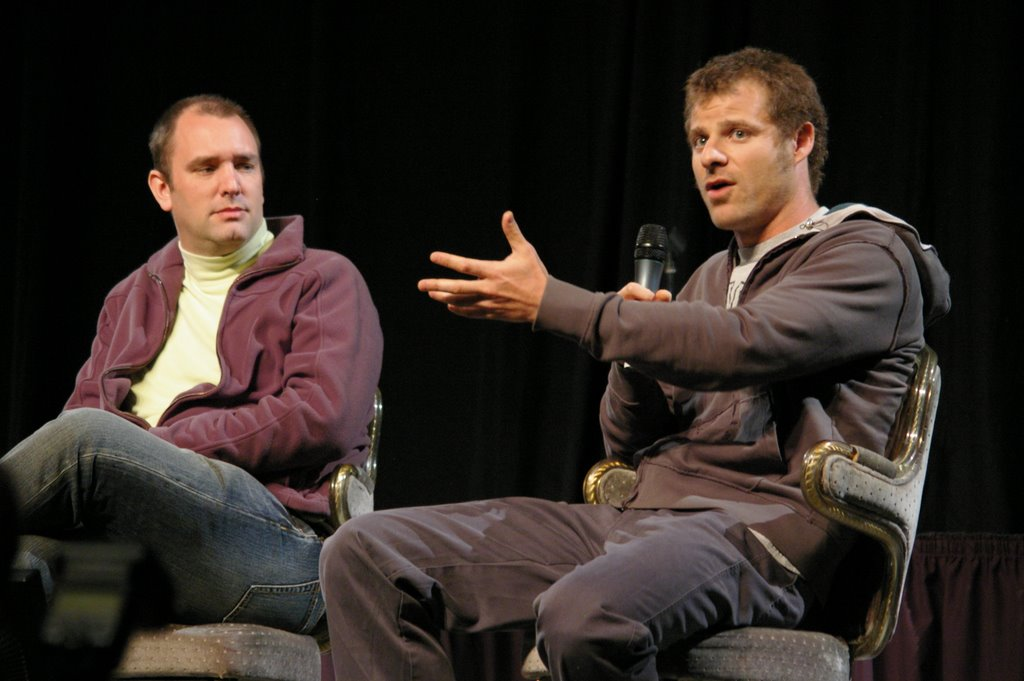
Los cocreadores de South Park Trey Parker y Matt Stone escribieron «Death».

«Death» fue escrito y dirigido por los co-creadores de la serie Trey Parker y Matt Stone. Fue el último de los seis episodios originales de South Park ordenados por Comedy Central antes de que la cadena se comprometiera con una temporada completa de 13 episodios. Parker siempre quiso presentar un personaje de la Muerte en South Park, ya que había disfrutado dibujando imágenes de dibujos animados de la Muerte montada en un triciclo desde su infancia. Esta fue la inspiración detrás de una escena en la que la Muerte inexplicablemente monta un triciclo mientras persigue a los chicos de South Park por las calles.
La trama secundaria de los problemas de diarrea de Kenny proviene de una experiencia real en la escuela secundaria de Stone, quien dijo que los estudiantes solían ofrecerse $20 si le pasaban una nota al maestro explicando que tenían «diarrea explosiva», como lo hizo Kenny en el episodio. La imagen de Kenny sentado en un inodoro en «Death» se convirtió en un póster popular de South Park. «Death» incluyó un error de consistencia en el sentido de que el salón de clases del Sr. Garrison tenía su propio baño separado, que nunca más se ha visto en el programa. Durante una escena, Cartman molesta a Kyle mientras se burla de la madre de Kyle. Los censores de Comedy Central obligaron a Parker y Stone a eliminar la imagen del trasero desnudo de Cartman, aunque tales imágenes estarían permitidas en futuros episodios. Un hombre llamado Sr. McCormick fue asesinado en «Death» después de que lo arrojaron con una honda al edificio Cartoon Central. El nombre del personaje llevó a muchos a creer erróneamente que era el padre de Kenny, Stuart McCormick, pero Parker lo negó y dijo que los nombres de personajes similares eran solo una coincidencia. El personaje vuelve a aparecer muy brevemente en un episodio posterior, «Starvin' Marvin».

## Temas
Durante las primeras semanas de la carrera de South Park , Parker y Stone recibieron críticas de algunos comentaristas y medios de comunicación de que la serie era poco más que bromas de flatulencia y animación primitiva, y por lo tanto debe ser un programa simple de producir. «Death» fue escrito en respuesta a esas críticas. El episodio presentó a Terrance y Phillip, un dúo de comedia con una popular serie de dibujos animados dentro del universo de South Park, cuyo programa no es más que una serie de chistes sobre flatulencias, con una animación incluso más cruda que la propia South Park.
El guion del episodio parodiaba a los padres que expresaron una fuerte oposición a South Park, retratándolos tan interesados en luchar contra el programa de televisión que no prestan atención a lo que sucede en la vida de sus hijos. Esto se ilustra en el episodio cuando Stan llama a su madre en busca de ayuda porque la Muerte lo persigue, solo para que su madre lo ignore porque está demasiado ocupada protestando por el programa de Terrance y Phillip. Esto también se demuestra con la frase que dice Kyle: «Creo que los padres solo se ofenden tanto con la televisión porque dependen de ella como niñera y el único educador de sus hijos».
«Death» advierte contra tales valores fuera de lugar y condena la práctica de la censura, además de demostrar que puede haber valor en un programa a menudo descartado como infantil e inmaduro, como South Park o Terrance y Phillip. El episodio también toma la posición de que los padres que culpan completamente a la televisión del comportamiento de sus hijos están evadiendo la verdadera responsabilidad por problemas que probablemente tienen raíces en otros lugares. La trama de «Death» influyó mucho en el guion que Parker y Stone escribieron para su película de 1999, South Park: Bigger, Longer & Uncut. La trama y el tema de ambos guiones giran en gran medida en torno a las protestas de los padres de South Park contra Terrance y Phillip debido a la influencia negativa percibida que tiene sobre sus hijos. Parker dijo: «Después del primer año de South Park, Paramount ya quería hacer una película de South Park, y pensamos que este episodio sería el mejor modelo solo porque nos gustaba señalarnos a nosotros mismos».
«Death» también toca el tema de la eutanasia y si es moral o éticamente incorrecto suicidarse. El guion del episodio indica que está mal que alguien que desee suicidarse coloque la carga de esa decisión en un ser querido: en este caso, el abuelo Marvin exige que Stan lo mate, sin considerar cuán traumática sería la experiencia para Stan. Esto se ilustra con más fuerza al final del episodio, en el que el fantasma del abuelo de Marvin (que hizo que Marvin lo matara hace mucho tiempo) le dice a Marvin que no debe obligar a Stan a cometer un acto tan traumático. Aunque el fantasma le dice al abuelo Marvin que debe morir por «causas naturales», Marvin, sin embargo, continúa buscando formas de suicidarse, pero sin involucrar a otras personas. Parker dijo que esto refleja su opinión de que «básicamente, está bien suicidarse, pero no debe pedirle a otra persona que lo haga y hacer que otra persona pase por el viaje».